# Ableton Live
Ableton Live é um DAW baseado em loops para Mac OS e Windows pela Ableton. Diferente de outros softwares sequenciadores, Live é desenhado ao redor da noção de ser tanto um instrumento para performances ao vivo como uma ferramenta para compôr e arranjamento.